# Parlamento de Jamaica
El Parlamento de Jamaica es el órgano que ejerce el poder legislativo en el país insular. Es bicameral, se compone del Senado el cual es designado y la Cámara de Representantes que es elegida por votación popular.
El Senado (Cámara Alta) —sucesor del cuerpo anterior a la independencia conocido como el "Consejo Legislativo"— se compone de 21 senadores nombrados por el Gobernador General: 13 por consejo del primer ministro y 8 por consejo del Líder de la Oposición.
La Cámara de Representantes (Cámara Baja) está formada por 63 representantes, elegidos por períodos de cinco años.
El Parlamento se reúne en Gordon House. Edificio que fue construido en 1960 y nombrado en memoria del patriota jamaiquino George William Gordon.

## Funcionamiento
Ya que Jamaica es una monarquía constitucional parlamentaria, la mayor parte de la capacidad del gobierno para crear y aprobar leyes depende del primer ministro para que obtengan la confianza de los miembros de la Cámara de Representantes. Aunque ambas cámaras del Parlamento tienen importancia política, la Cámara de Representantes (de la cual el primer ministro y el Líder de la Oposición deben ser miembros), ejerce un papel más poderoso y prestigioso ya que es la fuente principal de legislación.